# 江界青年露天劇場
江界青年露天劇場是位於朝鮮慈江道江界市的露天劇場，於2023年11月14日舉行竣工儀式。該露天劇場設有数千个座位、一个舞台、一个制作室以及音响和灯光设备等。